# Copa da Itália de Basquetebol
A Copa da Itália de Basquetebol (em italiano:  Coppa Italia di pallacanestro), ou apenas Coppa Italia, é uma competição anual de basquete profissional entre clubes profissionais da Liga Italiana de Basquete (LBA) . É a primeira competição da Copa da Itália e não deve ser confundida com a Copa da Legadue com equipes da Serie A2.

## História e formato
A primeira edição da Copa da Itália aconteceu em 1968, e foi vencida pelo Partenope Napoli . Entre 1975 e 1983, a competição esteve em hiato e não foi realizada, mas tem sido realizada anualmente desde 1984 em diante. A fórmula da competição mudou ao longo dos anos. Começando em 1990, após uma fase de eliminação e subsequentes rodadas eliminatórias, o torneio termina em um formato de quatro finais. A partir de 2000, as 8 equipes classificadas competem pelo troféu no formato Oito Final, que consiste nas quartas-de-final, semifinais e final ao longo de 3 dias.
Finalmente o vencedor da Copa da Itália tem o direito de enfrentar o vencedor da Liga Italiana em um único jogo final para determinar o vencedor do campeonato da Supercopa da Itália .

## Detentores do título
Lista dos campeões baseado nas informações da Lega Basket:
| - 1967–68: Ignis Sud Napoli - 1968–69: Ignis Varese - 1969–70: Ignis Varese - 1970–71: Ignis Varese - 1971–72: Simmenthal Milano - 1972–73: Ignis Varese - 1973–74: Norda Bologna - 1974–83: Não realizado - 1983–84: Granarolo Bologna - 1984–85: Scavolini Pesaro - 1985–86: Simac Milano - 1986–87: Tracer Milano - 1987–88: Snaidero Caserta - 1988–89: Knorr Bologna - 1989–90: Knorr Bologna - 1990–91: Glaxo Verona | - 1991–92: Scavolini Pesaro - 1992–93: Benetton Treviso - 1993–94: Benetton Treviso - 1994–95: Benetton Treviso - 1995–96: Stefanel Milano - 1996–97: Kinder Bologna - 1997–98: Teamsystem Bologna - 1998–99: Kinder Bologna - 1999–00: Benetton Treviso - 2000–01: Kinder Bologna - 2001–02: Kinder Bologna - 2002–03: Benetton Treviso - 2003–04: Benetton Treviso - 2004–05: Benetton Treviso - 2005–06: Carpisa Napoli - 2006–07: Benetton Treviso | - 2007–08: A.IR. Avellino - 2008–09: Montepaschi Siena - 2009–10: Montepaschi Siena - 2010–11: Montepaschi Siena - 2011–12: Montepaschi Siena (revogado) - 2012–13: Montepaschi Siena (revogado) - 2013–14: Banco di Sardegna Sassari - 2014–15: Banco di Sardegna Sassari - 2015–16: EA7 Emporio Armani Milano - 2016–17: EA7 Emporio Armani Milano - 2017–18: Fiat Torino - 2018–19: Vanoli Cremona - 2019–20: Umana Reyer Venezia - 2020–21: AX Armani Exchange Milano - 2021–22: AX Armani Exchange Milano - 2022–23: Germani Brescia - 2023–24: Basket Napoli - 2024–25: Dolomiti Energia Trento |

## As finais
| Temporada                       | Campeões                        | Placar                          | Finalistas                      | Sede                            | Localização                     | MVP                             |
| Coppa Italiana di Pallacanestro | Coppa Italiana di Pallacanestro | Coppa Italiana di Pallacanestro | Coppa Italiana di Pallacanestro | Coppa Italiana di Pallacanestro | Coppa Italiana di Pallacanestro | Coppa Italiana di Pallacanestro |
| ------------------------------- | ------------------------------- | ------------------------------- | ------------------------------- | ------------------------------- | ------------------------------- | ------------------------------- |
| 1967–68                         | Ignis Sud Napoli                | 93–68                           | Cassera Bologna                 | PalaDozza                       | Bologna                         | N/A                             |
| 1968–69                         | Ignis Varese                    | 73–72                           | Fides Napoli                    | Palazzo dello Sport             | Rome                            | N/A                             |
| 1969–70                         | Ignis Varese                    | 74–66                           | Simmenthal Milano               | Palazzo dello Sport             | Rome                            | N/A                             |
| 1970–71                         | Ignis Varese                    | 83–60                           | Fides Napoli                    | PalaBarsacchi                   | Viareggio                       | N/A                             |
| 1971–72                         | Simmenthal Milano               | 81–77                           | Ignis Varese                    | PalaRuffini                     | Turin                           | N/A                             |
| 1972–73                         | Ignis Varese                    | 94–65                           | Saclà Asti                      | Pala E.I.B.                     | Brescia                         | N/A                             |
| 1973–74                         | Norda Bologna                   | 90–74                           | Rino Snaidero Udine             | PalaLaghetto                    | Vicenza                         | N/A                             |
| 1974–83                         | Não disputada                   | Não disputada                   | Não disputada                   | Não disputada                   | Não disputada                   | Não disputada                   |
| 1983–84                         | Granarolo Bologna               | 80–78                           | Indesit Caserta                 | PalaDozza                       | Bologna                         | N/A                             |
| 1984–85                         | Scavolini Pesaro                | 186–184                         | Ciaocrem Varese                 | PalaIgnis & Palasport           | Varese & Pesaro                 | N/A                             |
| 1985–86                         | Simac Milano                    | 102–92                          | Scavolini Pesaro                | PalaDozza                       | Bologna                         | N/A                             |
| 1986–87                         | Tracer Milano                   | 95–93                           | Scavolini Pesaro                | PalaDozza                       | Bologna                         | N/A                             |
| 1987–88                         | Snaidero Caserta                | 113–100                         | Divarese Varese                 | PalaDozza                       | Bologna                         | N/A                             |
| 1988–89                         | Knorr Bologna                   | 96–93                           | Snaidero Caserta                | PalaDozza                       | Bologna                         | N/A                             |
| 1989–90                         | Knorr Bologna                   | 94–83                           | il Messaggero Roma              | PalaGalassi                     | Forlì                           | N/A                             |
| 1990–91                         | Glaxo Verona                    | 97–85                           | Philips Milano                  | PalaDozza                       | Bologna                         | N/A                             |
| 1991–92                         | Scavolini Pesaro                | 95–92                           | Benetton Treviso                | PalaGalassi                     | Forlì                           | N/A                             |
| 1992–93                         | Benetton Treviso                | 75–73                           | Knorr Bologna                   | PalaGalassi                     | Forlì                           | N/A                             |
| 1993–94                         | Benetton Treviso                | 78–61                           | Glaxo Verona                    | PalaMalaguti                    | Casalecchio di Reno             | Davide Bonora                   |
| 1994–95                         | Benetton Treviso                | 81–77                           | illycaffè Trieste               | PalaMalaguti                    | Casalecchio di Reno             | Orlando Woolridge               |
| 1995–96                         | Stefanel Milano                 | 90–72                           | Riello Mash Verona              | Fila Forum                      | Assago                          | Rolando Blackman                |
| 1996–97                         | Kinder Bologna                  | 75–67                           | Polti Cantù                     | PalaMalaguti                    | Casalecchio di Reno             | Bane Prelević                   |
| 1997–98                         | Teamsystem Bologna              | 73–55                           | Benetton Treviso                | PalaMalaguti                    | Casalecchio di Reno             | Carlton Myers                   |
| 1998–99                         | Kinder Bologna                  | 65–63                           | Varese Roosters                 | PalaMalaguti                    | Casalecchio di Reno             | Alessando Frosini               |
| 1999–00                         | Benetton Treviso                | 78–59                           | Kinder Bologna                  | PalaPentimele                   | Reggio Calabria                 | Denis Marconato                 |
| 2000–01                         | Kinder Bologna                  | 83–58                           | Scavolini Pesaro                | PalaGalassi                     | Forlì                           | Rashard Griffith                |
| 2001–02                         | Kinder Bologna                  | 79–77                           | Montepaschi Siena               | PalaGalassi                     | Forlì                           | Manu Ginóbili                   |
| 2002–03                         | Benetton Treviso                | 86–77                           | Oregon Scientific Cantù         | PalaGalassi                     | Forlì                           | Tyus Edney                      |
| 2003–04                         | Benetton Treviso                | 85–76                           | Scavolini Pesaro                | PalaGalassi                     | Forlì                           | Jorge Garbajosa                 |
| 2004–05                         | Benetton Treviso                | 74–64                           | Bipop Carire Reggio Emilia      | PalaGalassi                     | Forlì                           | Massimo Bulleri                 |
| 2005–06                         | Carpisa Napoli                  | 85–83                           | Lottomatica Roma                | PalaGalassi                     | Forlì                           | David Hawkins                   |
| 2006–07                         | Benetton Treviso                | 67–65                           | VidiVici Bologna                | Futurshow Station               | Casalecchio di Reno             | Spencer Nelson                  |
| 2007–08                         | A.IR. Avellino                  | 73–67                           | La Fortezza Bologna             | Futurshow Station               | Casalecchio di Reno             | Devin Smith                     |
| 2008–09                         | Montepaschi Siena               | 70–69                           | La Fortezza Bologna             | Futurshow Station               | Casalecchio di Reno             | Shaun Stonerook                 |
| 2009–10                         | Montepaschi Siena               | 83–75                           | Canadian Solar Bologna          | Palasport Del Mauro             | Avellino                        | Shaun Stonerook (2)             |
| 2010–11                         | Montepaschi Siena               | 79–72                           | Bennet Cantù                    | Palasport Olimpico              | Turin                           | Kšyštof Lavrinovič              |
| 2011–12                         | Montepaschi Siena (revogado)    | 88–71                           | Bennet Cantù                    | Palasport Olimpico              | Turin                           | David Andersen                  |
| 2012–13                         | Montepaschi Siena (revogado)    | 77–74                           | Cimberio Varese                 | Mediolanum Forum                | Assago                          | Daniel Hackett                  |
| 2013–14                         | Banco di Sardegna Sassari       | 80–73                           | Montepaschi Siena               | Mediolanum Forum                | Assago                          | Travis Diener                   |
| 2014–15                         | Banco di Sardegna Sassari       | 101–94                          | EA7 Emporio Armani Milano       | PalaDesio                       | Desio                           | David Logan                     |
| 2015–16                         | EA7 Emporio Armani Milano       | 82–76                           | Sidigas Avellino                | Mediolanum Forum                | Assago                          | Rakim Sanders                   |
| 2016–17                         | EA7 Emporio Armani Milano       | 84–74                           | Banco di Sardegna Sassari       | Centro Fieristico Rimini        | Rimini                          | Ricky Hickman                   |
| 2017–18                         | Fiat Torino                     | 69–67                           | Germani Basket Brescia          | Nelson Mandela Forum            | Florence                        | Vander Blue                     |
| 2018–19                         | Vanoli Cremona                  | 84–74                           | New Basket Brindisi             | Nelson Mandela Forum            | Florence                        | Drew Crawford                   |
| 2019–20                         | Umana Reyer Venezia             | 73–67                           | Happy Casa Brindisi             | Adriatic Arena                  | Pesaro                          | Austin Daye                     |
| 2020–21                         | AX Armani Exchange Milano       | 87–59                           | Carpegna Prosciutto Pesaro      | Mediolanum Forum                | Assago (Milan)                  | Luigi Datome                    |
| 2021–22                         | AX Armani Exchange Milano       | 78 - 61                         | Bertram Derthona Basket Tortona | Vitrifrigo Arena                | Pesaro                          | Malcolm Delaney                 |
| 2022-23                         | Germani Basket Brescia          | 84 - 76                         | Virtus Segafredo Bologna        | Pala Alpitour                   | Turim                           | Amedeo Della Valle              |
| 2023-24                         | GeVi Napoli Basket              | 77 - 72                         | EA7 Emporio Armani Milano       | Pala Alpitour                   | Turim                           | Michał Sokołowski               |
| 2024-25                         | Dolomiti Energia Trento         | 79 - 63                         | EA7 Emporio Armani Milano       | Pala Alpitour                   | Turim                           | Quinn Ellis                     |

| Rank | Clube               | Títulos | Vices | Anos em que foi campeão                                                |
| ---- | ------------------- | ------- | ----- | ---------------------------------------------------------------------- |
| 1.   | Virtus Bologna      | 8       | 6     | 1973–74, 1983–84, 1988–89, 1989–90, 1996–97, 1998–99, 2000–01, 2001–02 |
| 2.   | Olimpia Milano      | 8       | 3     | 1971–72, 1985–86, 1986–87, 1995–96, 2015–16, 2016–17, 2021, 2022       |
| 3.   | Benetton Treviso    | 8       | 2     | 1992–93, 1993–94, 1994–95, 1999–00, 2002–03, 2003–04, 2004–05, 2006–07 |
| 4.   | Varese              | 4       | 5     | 1968–69, 1969–70, 1970–71, 1972–73                                     |
| 5.   | Mens Sana 1871      | 3       | 1     | 2008–09, 2009–10, 2010–11, 2011–12 (revogado), 2012–13 (revogado)      |
| 6.   | Victoria Libertas   | 2       | 4     | 1984–85, 1991–92                                                       |
| 7.   | Dinamo Sassari      | 2       | 1     | 2013–14, 2014–15                                                       |
| 8.   | Partenope Napoli    | 1       | 2     | 1967–68                                                                |
| 9.   | JuveCaserta         | 1       | 2     | 1987–88                                                                |
| 10.  | Scaligera Verona    | 1       | 2     | 1990–91                                                                |
| 11.  | Fortitudo Bologna   | 1       | 1     | 1997–98                                                                |
| 12.  | Felice Scandone     | 1       | 1     | 2007–08                                                                |
| 13.  | Brescia Leonessa    | 1       | 1     | 2023                                                                   |
| 14.  | Napoli              | 1       | 0     | 2005–06                                                                |
| 15.  | Auxilium Torino     | 1       | 0     | 2017–18                                                                |
| 16.  | Vanoli Cremona      | 1       | 0     | 2018–19                                                                |
| 17.  | Reyer Venezia       | 1       | 0     | 2019–20                                                                |
| 18.  | Cantù               | 0       | 4     |                                                                        |
| 19.  | Virtus Roma         | 0       | 2     |                                                                        |
| 20.  | Libertas Asti       | 0       | 1     |                                                                        |
| 21.  | Amatori Udine       | 0       | 1     |                                                                        |
| 21.  | Trieste             | 0       | 1     |                                                                        |
| 23.  | Reggiana            | 0       | 1     |                                                                        |
| 24.  | New Basket Brindisi | 0       | 1     |                                                                        |